# Astsjor
Astsjor (vitryska: Асцёр) är ett vattendrag i Belarus, på gränsen till Ryssland. Det ligger i den östra delen av landet, 280 kilometer öster om huvudstaden Minsk.
Omgivningarna runt Astsjor är en mosaik av jordbruksmark och naturlig växtlighet. Runt Astsjor är det ganska glesbefolkat, med 48 invånare per kvadratkilometer.